# Stomplijfroofvlieg
De stomplijfroofvlieg (Antipalus varipes) is een vliegensoort uit de familie van de roofvliegen (Asilidae). De wetenschappelijke naam van de soort is voor het eerst geldig gepubliceerd in 1820 door Meigen.